# Gary Victor

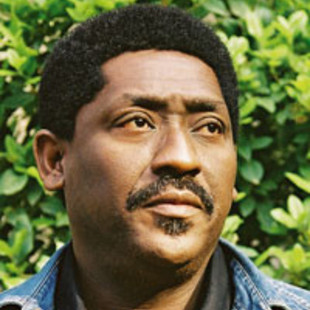
Gary Victor (2009)

Gary Victor (* 9. Juli 1958 in Port-au-Prince) ist ein haitianischer Schriftsteller. Er gehört zu den bekanntesten Autoren seines Landes. Er arbeitet in seiner Heimat für das Theater, für den Film, das Fernsehen und für den Rundfunk.

## Biografie
Gary Victor ist der Sohn des Soziologen René Victor. Ursprünglich war Victor Agronom. Nach dem Studium arbeitete er für verschiedene Ministerien in Haiti; er kennt die Bürokratie seines Landes.
Für seine schriftstellerische Arbeit erhielt er mehrere Preise. Der Ermittler in seinen Krimis ist Inspektor Dieuswalwe Azémar. „Dieuswalwe“ ist die kreolische Schreibung von „Dieu soit loué“ - Gott sei gelobt. Gary Victor hat Erzählungen und mehrere Romane geschrieben, die vorwiegend in Haiti und Frankreich publiziert wurden; seit 2007 gibt es Übersetzungen ins Deutsche, die überwiegend im Trierer Litradukt-Verlag erscheinen.

## Werke (Auswahl)

### Erzählungen
- La choral de sang.
  - Deutsch: Der Blutchor. 2. überarbeitete Auflage. Litradukt Verlag, Trier 2017, ISBN 978-3-940435-23-1 (EA 2017, übersetzt von Peter Trier)
- Treize nouvelles vaudou.
  - Deutsch: Dreizehn Vodoo-Erzählungen. Litradukt Verlag, Trier 2018, ISBN 978-3-940435-27-9 (übersetzt von Ingeborg Schmutte und Cornelius Wüllenkemper)

### Romane
- La piste des sortilèges. (1997)
  - Deutsch: Der magische Pfad. Litradukt Verlag, Trier 2023, ISBN 978-3-940435-44-6 (übersetzt von Peter Trier)
- Masi.
  - Deutsch: Die Zauberflöte. Litradukt Verlag, Trier 2021, ISBN 978-3-940435-40-8 (übersetzt von Peter Trier)
- Le violon d'Adrien.
  - Deutsch: Eine Violine für Adrien. Litradukt Verlag, Trier 2024, ISBN 978-3-940435-47-7 (übersetzt von Peter Trier)

### Dienswalwe Azémar Reihe
- Saisons de porcs.
  - Deutsch: Schweinezeiten. Union Verlag, Zürich 2016, ISBN 978-3-293-20728-8 (übersetzt von Peter Trier)
- Soro.
  - Deutsch: Soro. Litradukt Verlag, Trier 2015, ISBN 978-3-940435-14-9. (übersetzt von Peter Trier)
- Cures et châtiments.
  - Deutsch: Suff und Sühne. Litradukt Verlag, Trier 2017, ISBN 978-3-940435-20-0 (übersetzt von Peter Trier)
- W ap konu Georges.
  - Deutsch: Im Namen des Katers. Litradukt Verlag, Trier 2019, ISBN 978-3-940435-30-9 (übersetzt von Peter Trier)

## Kritik
- Gary Victor kennt sich aus. Er hat in diversen Regierungen als Beamter gearbeitet, war Generalsekretär des Senats der Republik und kurzzeitig Generaldirektor des Kultusministeriums. Er ist einer der meistgelesenen Autoren Haitis, und seine satirischen Radiokolumnen werden überall auf der Insel gehört.[5] (Kritik zu Schweinezeiten, 2013)